# 이상협 (1893년)
이상협(李相協, 1893년 ~ 1957년 1월 14일)은 일제강점기부터 활동한 대한민국의 언론인 겸 소설가이다. 호는 하몽(何夢)이며, 필명으로 백악산인(白岳山人)이 있다.

## 생애
한성부에서 출생하여 관립한성법어학교를 수료하였다, 1909년에 일본에 건너가 게이오의숙 이재과에서 수학하다가 중퇴하고 1912년 귀국했다.
귀국 직후 조선총독부 기관지인 매일신보에 입사하여 1918년에는 발행인 겸 편집장에 올랐다. 3·1 운동이 일어난 1919년에 매일신보에서 퇴사하고, 이듬해 창간된 동아일보 편집국장으로 취임했다. 이때 20대 후반으로 매우 젊은 나이였다.
1923년에 간토 대지진이 일어나자 단독으로 도일하여 이 사건을 취재하기도 했고, 1924년 조선일보의 편집고문을 지내고 1926년에는 중외일보를 창간했다. 중외일보는 최남선의 시대일보를 물려받은 신문으로, 1928년 사설이 문제가 되어 무기정간을 당했다.
1928년 2월 27일 중외일보 논설위원 이정섭이 기고한 아일랜드 기행문 《세계 일주 기행 - 조선에서 조선으로》 필화 사건에 연루되어 이정섭과 함께 보안법 위반 혐의로 기소되었다. 1928년 4월 4일 경성지방법원으로부터 징역 6개월을 선고받았지만 1928년 11월 2일 경성복심법원으로부터 벌금 200원을 선고받았다. 1936년부터 1940년 9월까지 매일신보 부사장 겸 이사로 재직했고 1938년 4월 29일부터 1940년 12월 30일까지 발행인으로 재직했다.
한편, 1910년대에 매일신보에 재직하면서 신소설을 연재하여 소설가로도 이름을 얻었다. 이때 집필한 작품으로는 《눈물》과 번안소설 《해왕성》이 유명하다. 통속적인 가정소설인 《눈물》은 많은 사랑을 받아 신파극의 인기 레퍼토리가 되었고, 특히 1938년 동양극장에서 엄미화 주연으로 공연하여 큰 인기를 끌었다. 《해왕성》은 알렉상드르 뒤마의 《몬테크리스토 백작》을 일본에서 번안한 《암굴왕》을 이상협이 다시 번안한 것이었다.
총독부 기관지인 매일신보 발행인과 부사장을 지낸 경력 외에 일제 강점기 말기에 국민정신총동원조선연맹 참사를 지내고 조선임전보국단에도 가담하는 등 전쟁 체제에 협력한 행적이 있다. 2008년 발표된 민족문제연구소의 친일인명사전 수록예정자 명단 언론/출판 분야에 선정되었으며 친일반민족행위진상규명위원회가 발표한 친일반민족행위 705인 명단에도 포함되었다.
태평양 전쟁 종전 후에 미군정이 시작되면서 매일신보사가 미군정에 접수되었다. 이때 이상협은 다시 부사장으로 발탁되었다. 1951년부터는 자유신문사 사장을 지냈으며, 1957년에 지병으로 사망했다.

## 같이 보기
- 매일신보
- 조선임전보국단

## 참고자료
- 강옥희,이영미,이순진,이승희 (2006년 12월 15일). 《식민지시대 대중예술인 사전》. 서울: 소도. 258~259쪽쪽. ISBN 9788990626264.